# Katarzyna Skórzyńska
Katarzyna Maria Skórzyńska z domu Zarańska (ur. 29 października 1959 w Warszawie) – polska urzędniczka państwowa i dyplomatka, ambasador  RP w Brazylii (1992–1996) i Portugalii (2007–2012), wiceminister w Urzędzie Komitetu Integracji Europejskiej (2000–2001).

## Życiorys
Urodziła się w rodzinie Jana Zarańskiego, prawnika i dziennikarza, a także powstańca warszawskiego, oraz Anny Skarżyńskiej pochodzącej z rodu pieczętującego się herbem Bończa.
W 1987 uzyskała magisterium z dziedziny socjologii na Uniwersytecie Warszawskim, po czym podjęła studia podyplomowe z dziedziny międzynarodowych stosunków gospodarczych w Szkole Głównej Handlowej. Była stypendystką Fundacji Eisenhowera (1991).
Od końca lat 80. związana z polskim ruchem edukacyjnym, w latach 1987–1990 zasiadała w zarządzie Społecznego Towarzystwa Oświatowego, a od 1989 do 1992 była pełnomocniczką i doradczynią ministrów edukacji narodowej. W 1992 objęła stanowisko ambasadora RP w Brazylii, funkcję tę pełniła do 1996. Po powrocie do kraju zatrudniona jako starsza radca w Departamencie Stosunków Ekonomicznych MSZ (do 1997). W 1997 została sekretarz generalną Europeenne de Services Sp. z o.o.
W 2000 objęła funkcję podsekretarza stanu w Urzędzie Komitetu Integracji Europejskiej, stanowisko to zajmowała do 2001. Bez powodzenia kandydowała do Sejmu w wyborach parlamentarnych 2001 z listy PO w Warszawie (jako przedstawicielka SKL). W latach 2002–2004 zajmowała stanowisko prezesa zarządu Centrum Studiów Międzynarodowych i Samorządowych, a od 2004 do 2006 była dyrektorką zarządzającą przedsiębiorstwa konsultingowego Kantor Polska.
W lutym 2006 powróciła do MSZ, została powołana wówczas na stanowisko dyrektora Departamentu Zagranicznej Polityki Ekonomicznej. W 2007 mianowana ambasadorem RP w Portugalii. Zakończyła urzędowanie 30 czerwca 2012. Objęła następnie funkcję dyrektora Polskiego Instytutu Dyplomacji im. Ignacego Jana Paderewskiego. Kierowała tą instytucją do czasu jej likwidacji w 2016. Następnie pracowała w Departamencie Wschodnim MSZ, zaś w latach 2018–2020 pracowała na stanowisku menadżerskim w sektorze prywatnym. W grudniu 2024 objęła kierownictwo Ambasady RP w Brukseli jako chargé d’affaires.

## Odznaczenia i wyróżnienia
- Krzyż Oficerski Orderu Odrodzenia Polski (2012)[1][7]
- Wielki Oficer Orderu Infanta Henryka (Portugalia, 2012)[8]
- Krzyż Wielki Orderu Zasługi (Portugalia, 2008)[9]
- Krzyż Wielki Orderu Krzyża Południa (Brazylia, 1996)[5][10]
- Złota Odznaka Polskich Kombatantów w Brazylii[5]
- Honorowe obywatelstwo Rio de Janeiro[11]

## Życie prywatne
Żona historyka Jana Skórzyńskiego. Mają trzy córki. Włada językami: angielskim, francuskim oraz portugalskim.